# Estadio de la Independencia (Namibia)
El Estadio de la Independencia (en inglés:  Independence Stadium) es el estadio nacional de la República de Namibia y se ubica en la capital, Windhoek. Posee capacidad para 25.000 espectadores lo que lo convierte en el estadio más grande del país, se utiliza principalmente para partidos de fútbol. El estadio no debe ser confundido con el Estadio Sam Nujoma que se encuentra en el distrito de Katutura Central.